# Бырдин (Рыльский район)
Бырдин — хутор в Рыльском районе Курской области. Входит в состав Никольниковского сельсовета.

## География
Хутор находится надалеко от реки Амонька (в бассейне Сейма), в 111 км западнее Курска, в 11,5 км к северо-западу от районного центра — города Рыльск, в 4,5 км от центра сельсовета  — Макеево.
Климат
Бырдин, как и весь район, расположен в поясе умеренно континентального климата с тёплым летом и относительно тёплой зимой (Dfb в классификации Кёппена).

## Население
| 2002 | 2010 |
| ---- | ---- |
| 12   | ↘6   |

## Инфраструктура
Личное подсобное хозяйство. В хуторе 14 домов.

## Транспорт
Бырдин находится в 5,5 км от автодороги регионального значения 38К-017 (Курск — Льгов — Рыльск — граница с Украиной), в 8 км от автодороги 38К-040 (Хомутовка — Рыльск — Глушково — Тёткино — граница с Украиной), в 2,5 км от автодороги межмуниципального значения 38Н-345 (38К-017 — Большегнеушево с подъездом к с. Макеево), в 2 км от автодороги 38Н-347 (38Н-345 — Жговеть — река Амонька), в 12,5 км от ближайшей ж/д станции Рыльск (линия 358 км — Рыльск).
В 178 км от аэропорта имени В. Г. Шухова (недалеко от Белгорода).